# 蘭嶼
22°03′24″N 121°31′57″E / 22.0567358°N 121.5324732°E
蘭嶼，舊稱紅頭嶼，位於臺灣東南方外海上，行政區劃上為臺東縣蘭嶼鄉所管轄，四面環海，因其島上獨有的達悟族地土風俗與自然景點，遠近馳名。「蘭嶼聚落與自然景觀」為文化部遴選之臺灣世界遺產潛力點之一。

## 名稱

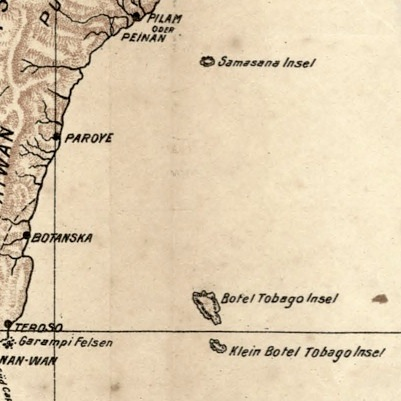
20世紀初德語地圖上的「Botel Tobago Insel」。

蘭嶼最早的名稱為達悟語，意思是「人之島」。漢人最早以台語音譯紅頭嶼（白话字：Âng-thâu-sū）或紅豆嶼（白話字：Âng-tāu-sū）「紅頭嶼」一詞最早出現在康熙末年巡臺御黃叔璥所著之臺海使槎錄的「赤崁筆記」和「番俗六考」中，日治時期以後固定紅頭嶼（日语：／ Kōtō sho */?）之名。
戰後初期，約1947年，由於紅頭嶼易引人聯想到紅蟲毒害，在當地鄉公所職員反映名稱不雅後，查訪的縣府職員黃厚源遂以當地特有的五葉蝴蝶蘭改名為蘭嶼，簽報縣長同意，再獲臺灣省行政長官公署民政處定案。
西方國家早年稱蘭嶼為（譯為「煙草島」）。目前有些英文網站與電子地圖稱它為 （源自日語）或是（意為「蘭花之島」，此即蘭嶼的意譯）。
另外阿美族人稱蘭嶼為Futud，撒奇萊雅族人叫它做Butud，卑南族人稱它做Butul或Butrulr，而布農族人則稱之為Pangkalkalan。

## 歷史
1000年前，夏本·畢督利嫩等40名達悟族人從蘭嶼來到菲律賓巴丹島，因與當地住民發生衝突最後喪生Sabtang島。
1644年，荷蘭人派兵登陸蘭嶼探勘。
1645年，荷蘭人二度派兵登陸蘭嶼探勘。
1720年代（清朝康、雍時期）成書的《臺海使槎錄》（作者黃叔璥）赤嵌筆談卷一中已有「沙馬磯頭之南，行四更至紅頭嶼，皆生番聚處，不入版圖」的記錄，顯示1720年代清人已得知紅頭嶼，但尚未收入清帝國版圖。在卷七中則有對島上原住民的介紹，「紅頭嶼番在南路山後；由沙馬磯放洋，東行二更至雞心嶼，又二更至紅頭嶼。小山孤立海中，山內四圍平曠，傍岸皆礁，大船不能泊，每用小艇以渡。山無草木，番以石為屋，卑隘不堪起立。產金，番無鐵，以金為鏢鏃、槍舌。昔年臺人利其金，私與貿易；因言語不諳，臺人殺番奪金。後復邀瑯嶠番同往，紅頭嶼番盡殺之；今則無人敢至其地矣。」顯示最晚至康熙末年，已有在臺漢人與達悟族人貿易，並發生糾紛殺人事件，引起達悟族反撲殺漢人，導致漢人不敢前往。
1877年（清光緒三年），恆春知縣周有基單方面宣布將紅頭嶼（蘭嶼）併入清帝國版圖，隸屬恆春縣。
1895年（明治二十八年）4月，《馬關條約》簽訂，內容規定蘭嶼隸於日本。8月，日本與統治菲律賓的西班牙（波旁復辟時期）兩帝國對巴士海峽協議版圖界線。以通過可以航行之海面中央之緯度的平行線，為臺灣、菲律賓之版圖境界線。:541
1897年（明治三十年）3月15日，日本拓殖大臣以陸軍步兵少佐菊池主殿為監督，率文武官僚數十人，上島「撫慰土番」，踏察實境。由於該島位置在巴士海峽與西班牙國領接壤，因此此舉確認紅頭嶼為日本領土。:503殖民政府禁止一般人進入紅頭嶼內開發，並設立研究區。

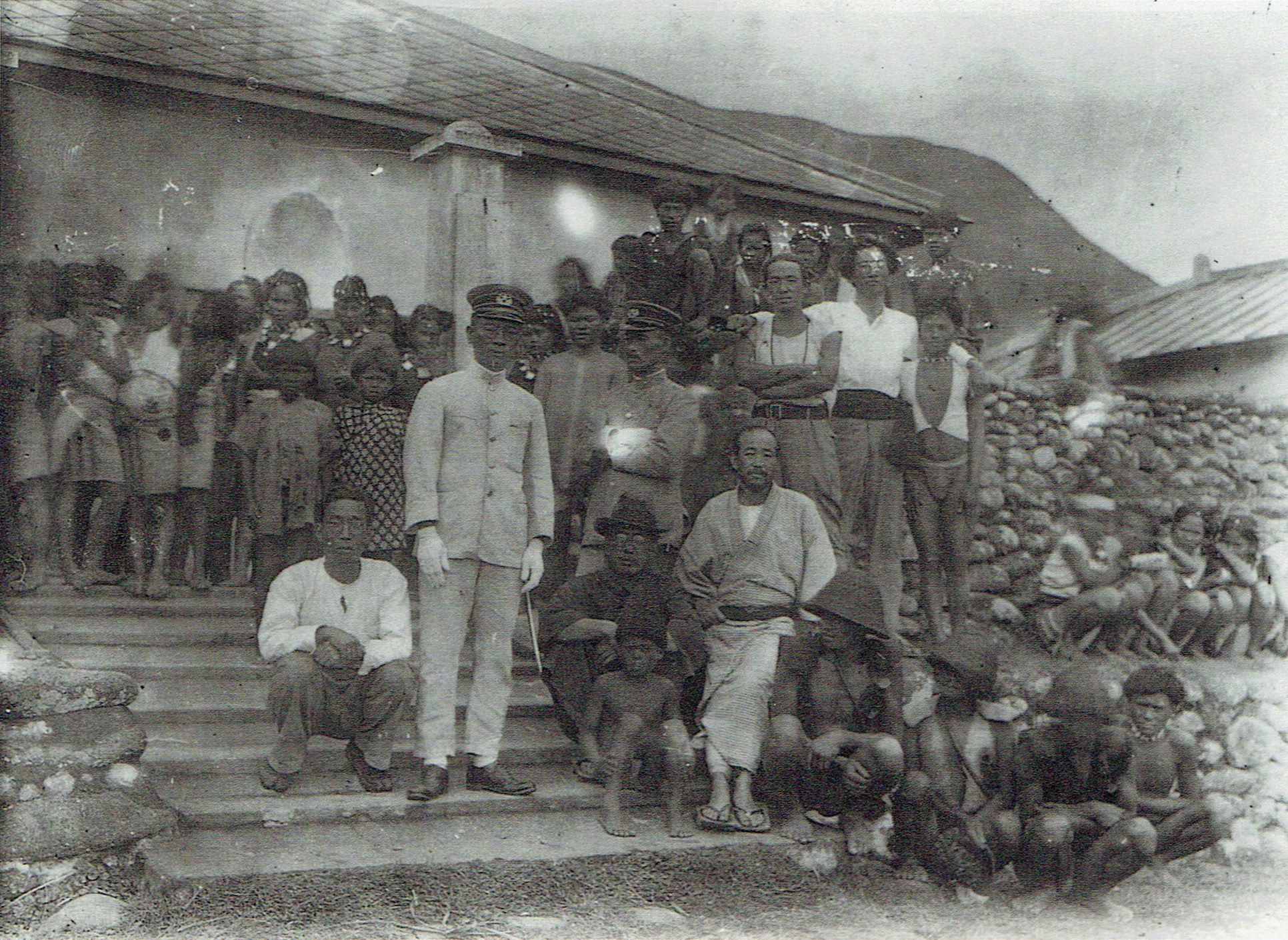
人類學者宮本延人（前列左端）與移川子之藏（前排右和服者）、鹿野忠雄、馬淵東一等人。紅頭嶼警察署前。1929年

1897年，日本人鳥居龍藏第一次入內探勘，稱居民「yami」（雅美），這是達悟族以前被稱為雅美族的由來。
1903年，美國班傑明號船隻遇颶風漂流到蘭嶼，雙方起了誤會而發生衝突。後來臺灣總督府在蘭嶼設立駐在所，此為國家體制機構進入蘭嶼之始。 
1923年，在紅頭設立蕃童教育所（今蘭嶼國小）。
1932年，在東清設立蕃童教育所（今東清國小）。
1940年，臺灣總督府強行徵調雅美族人修建紅頭嶼測候所（今蘭嶼氣象站），於1941年竣工。
1945年，中華民國國民政府於紅頭村成立蘭嶼地區警備指揮部，簡稱「蘭指部」。
1958年，行政院國軍退除役官兵輔導委員會成立蘭嶼農場，為安置軍中過剩人力。徵收33筆計240.19公頃土地，佔蘭嶼約三成的土地。蘭嶼農場為統稱，其下分為定嶼、椰油、榮民、翠微、中興、復興、龍門、介壽、天山等農場、新莊、或新村，收容榮民、一般重刑犯。這十個「管訓農場」收「有案榮民」；次年還由臺灣警備總司令部職業訓練總隊代管，收一般重刑犯。也就是說，這些佔地廣大的「農場」，其中關的「隊員」都是在台灣本島遭判重刑的犯人，而被稱做「場員」的管理者是有案在身的退伍軍人—這些「勵德班」裡全都是被強制勞動監禁的。這樣的凶惡之徒一度高達數千人，比島上的達悟人還多。他們常在晚上跑出來，到部落裡面隨意搶奪百姓的東西。場方又帶來一堆黃牛來放養，常常散落到達悟人的水芋田踐踏農作物，到蕃薯田吃地瓜葉等。雖然日日都有達悟人去軍方的蘭嶼警備指揮部申訴，但軍方置之不理。

1960年，漁人、紅頭村興建示範住宅十棟。
1967年，蘭嶼撤除山地管制，正式對外開放。

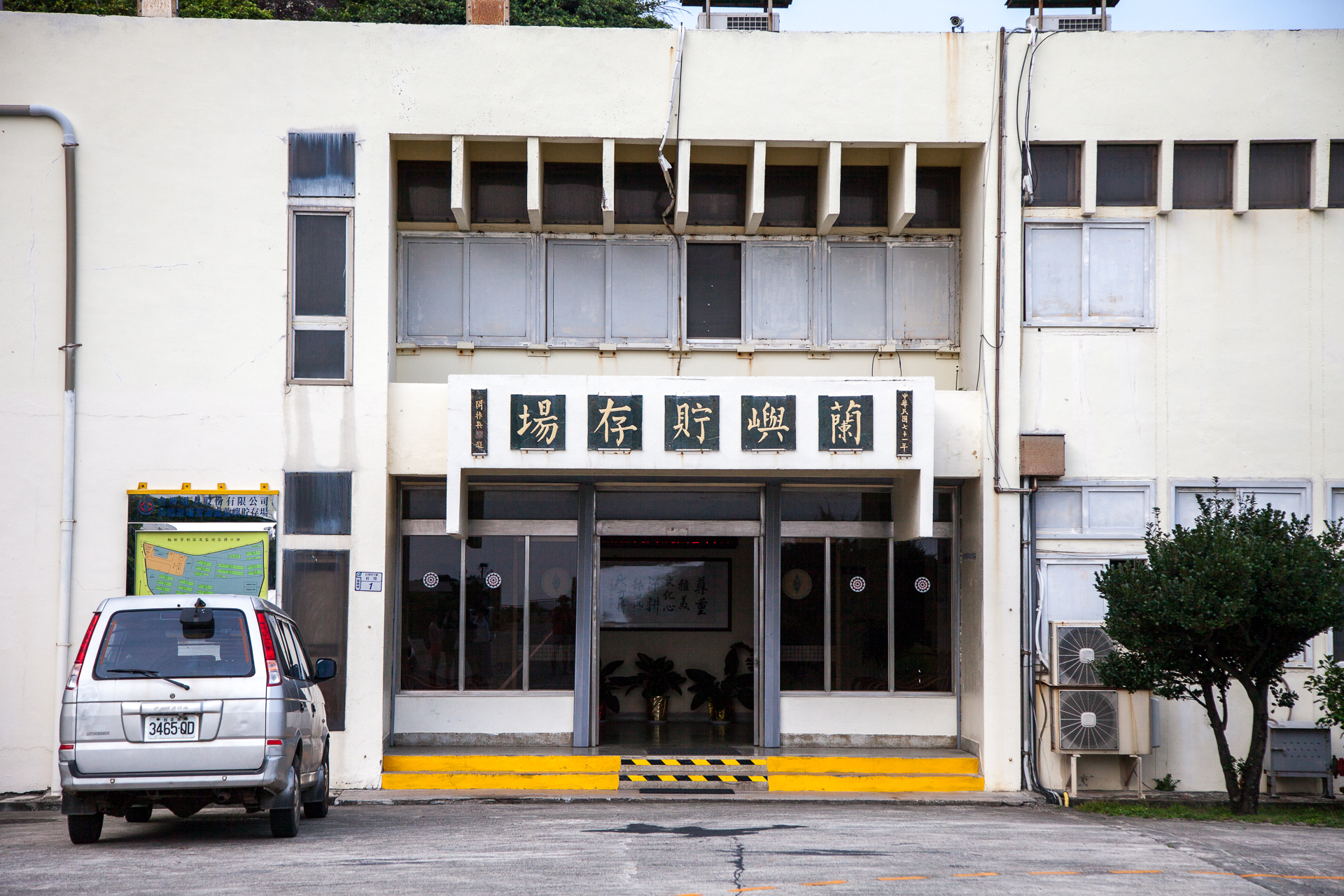
原能會在蘭嶼東南隅設置核廢料貯存場。

1974年，行政院原子能委員會（原能會）展開「蘭嶼計劃」，計畫於蘭嶼隆民地區設立核廢場。
1981年，蘭嶼貯存場於1981年成立之後，早期係由原能會之放射性待處理物料管理處經營管理，惟於1990年7月臺灣電力公司依據行政院頒布之「放射性廢棄物管理方針」接管該場之經營，原能會則負責安全監督工作。直到現在在島上居民仍然有不少反對的聲音。
1990年，蘭嶼農場裁撤，但當年徵收之土地未進一步處理及交撥而任其荒廢。
1996年，達悟族人因懷疑台電運料船夾帶高放射核廢料而發動激烈抗爭，停運任何核廢料至今，目前台灣核電廠產生的低階核廢料，都暫時貯存在各電廠中。
2002年1月17日立法院通過，2月6日陳水扁總統公布《離島建設條例》第十四條修正案，規定：「蘭嶼地區住民自用住宅之用電費用應予免收」，其立法理由是：「增訂但書蘭嶼地區用電費用免收的規定，係基於達悟族人特別犧牲而給予的合理補（賠）償。」
2012年8月，天秤颱風有二度經過台灣東南海域，對綠島、蘭嶼造成嚴重災情。以蘭嶼災情而言，由於水電中斷，加上島上唯一超市、加油站全被掃平而消失，出現無法供油、缺糧、通信中斷等災情，並還有消防隊因為被土石擋道，無法出動救援車輛前往救災，信用部與雜貨店也都有毀損。在蘭嶼的海陸交通方面：開元港積滿殘骸，港內漁船毀損或被漂流到港外海域，甚至於有漁船被海浪給沖上岸；環島公路全佈滿巨岩礁石擋道，還有路基掏空、坍方等路阻狀況；蘭嶼航空站的跑道全被漂流木、礁石擋道，還有部分路基有被掏空的現象，使得航空站得關閉進行清理與搶修，造成二天無法正常營運。

## 地理

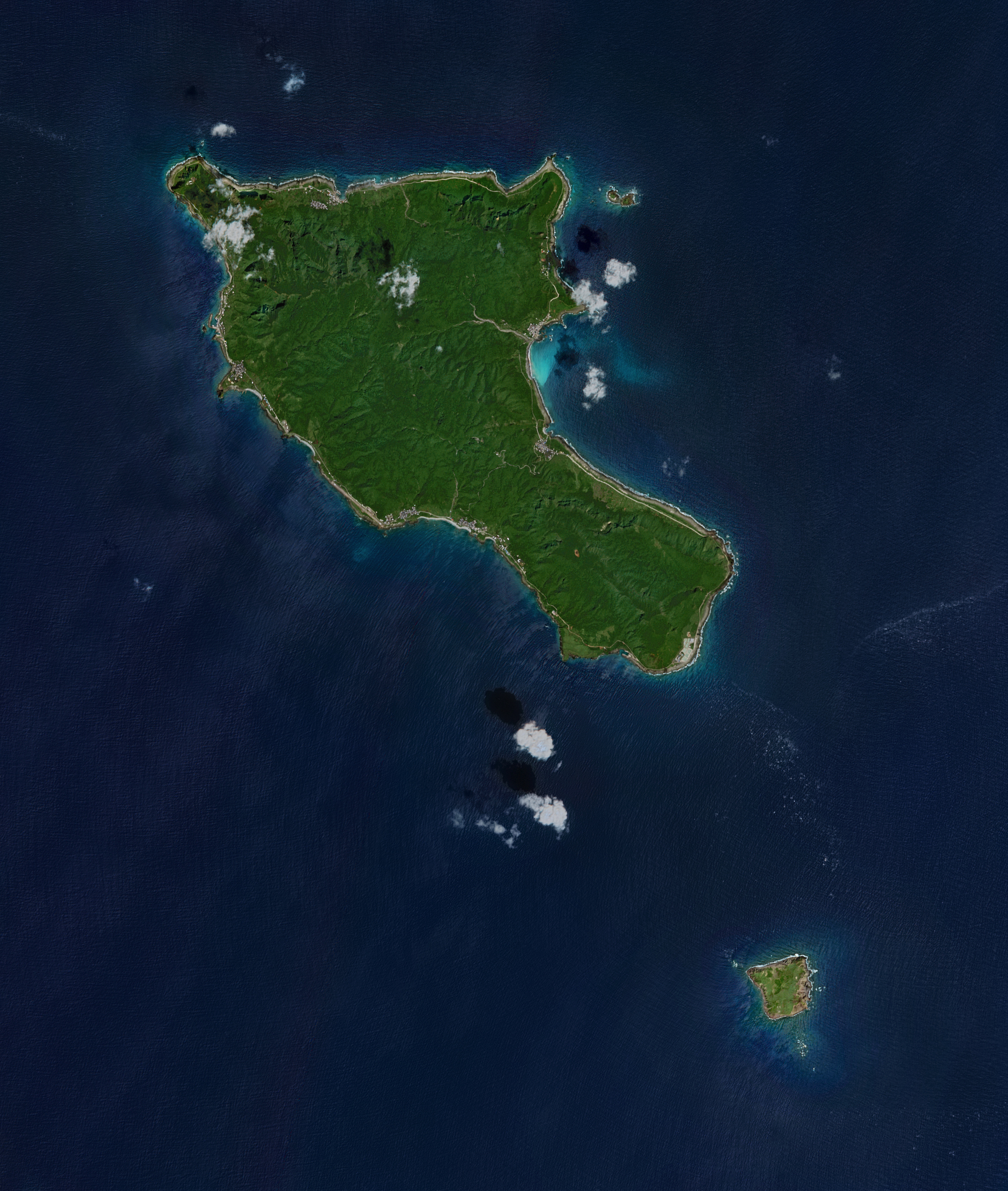
哨兵2號衛星拍攝的蘭嶼和小蘭嶼（右下）

蘭嶼位於西太平洋位置，在臺灣本島（達悟語稱做Ilaod）的東南方，在綠島的南方，南臨海峽與菲律賓之巴丹群島遙遙相望。巴丹群島最北端的雅米島，距離小蘭嶼99公里。即東經121度5分，北緯22度間。面積有48.3892平方公里，熱帶地區氣候，屬海洋性氣候，年雨量常在3,000公釐以上，年降雨日數達224天。
蘭嶼為火山島地形，最高點紅頭山海拔548公尺，大部分為山地，島上丘陵綿亙，溪流分歧，只有沿海部分為平地、海岸線曲折，熱帶林木遍佈。 
蘭嶼的地質以角閃石的安山岩質熔岩及玄武岩質的集塊岩為主。
受到菲律賓海板塊的擠壓，蘭嶼正以每年八公分的速度旋轉、移向台東，約120萬年後就會在台東縣台東市位置連接，成為海岸山脈的一部份。

### 氣候
蘭嶼與台灣本島不同，是全台灣唯一被歸類於熱帶雨林氣候的地區。年溫差小，終年氣溫大致溫和，但潮濕多雨，同時也是全台灣日照時數最少的地區之一。山區與平地平均溫差3到4度（氣象站設置於標高324米的山丘上，因此氣溫較低），山地年平均溫度約23度，平地年平均溫度約26度。冬季氣候溫和潮溼，夏季炎熱多雨。
| 蘭嶼氣象站－海拔324米（1981–2010） | 蘭嶼氣象站－海拔324米（1981–2010） | 蘭嶼氣象站－海拔324米（1981–2010） | 蘭嶼氣象站－海拔324米（1981–2010） | 蘭嶼氣象站－海拔324米（1981–2010） | 蘭嶼氣象站－海拔324米（1981–2010） | 蘭嶼氣象站－海拔324米（1981–2010） | 蘭嶼氣象站－海拔324米（1981–2010） | 蘭嶼氣象站－海拔324米（1981–2010） | 蘭嶼氣象站－海拔324米（1981–2010） | 蘭嶼氣象站－海拔324米（1981–2010） | 蘭嶼氣象站－海拔324米（1981–2010） | 蘭嶼氣象站－海拔324米（1981–2010） | 蘭嶼氣象站－海拔324米（1981–2010） |
| 月份                               | 1月                                | 2月                                | 3月                                | 4月                                | 5月                                | 6月                                | 7月                                | 8月                                | 9月                                | 10月                               | 11月                               | 12月                               | 全年                               |
| ---------------------------------- | ---------------------------------- | ---------------------------------- | ---------------------------------- | ---------------------------------- | ---------------------------------- | ---------------------------------- | ---------------------------------- | ---------------------------------- | ---------------------------------- | ---------------------------------- | ---------------------------------- | ---------------------------------- | ---------------------------------- |
| 历史最高温 °C（°F）                | 27.3 (81.1)                        | 29.3 (84.7)                        | 29.8 (85.6)                        | 32.1 (89.8)                        | 32.1 (89.8)                        | 33.1 (91.6)                        | 33.1 (91.6)                        | 35.2 (95.4)                        | 32.2 (90.0)                        | 31.1 (88.0)                        | 29.8 (85.6)                        | 28.5 (83.3)                        | 35.2 (95.4)                        |
| 平均高温 °C（°F）                  | 20.7 (69.3)                        | 21.4 (70.5)                        | 23.0 (73.4)                        | 24.9 (76.8)                        | 26.7 (80.1)                        | 27.8 (82.0)                        | 28.6 (83.5)                        | 28.5 (83.3)                        | 27.6 (81.7)                        | 25.9 (78.6)                        | 23.8 (74.8)                        | 21.4 (70.5)                        | 25.0 (77.0)                        |
| 日均气温 °C（°F）                  | 18.5 (65.3)                        | 19.0 (66.2)                        | 20.5 (68.9)                        | 22.4 (72.3)                        | 24.3 (75.7)                        | 25.7 (78.3)                        | 26.3 (79.3)                        | 26.1 (79.0)                        | 25.2 (77.4)                        | 23.8 (74.8)                        | 22.7 (72.9)                        | 19.4 (66.9)                        | 22.8 (73.1)                        |
| 平均低温 °C（°F）                  | 17.0 (62.6)                        | 17.4 (63.3)                        | 18.8 (65.8)                        | 20.8 (69.4)                        | 22.2 (72.0)                        | 24.1 (75.4)                        | 24.6 (76.3)                        | 24.3 (75.7)                        | 23.5 (74.3)                        | 22.3 (72.1)                        | 20.3 (68.5)                        | 17.9 (64.2)                        | 21.1 (70.0)                        |
| 历史最低温 °C（°F）                | 9.2 (48.6)                         | 9.5 (49.1)                         | 10.3 (50.5)                        | 11.3 (52.3)                        | 16.1 (61.0)                        | 17.6 (63.7)                        | 19.6 (67.3)                        | 20.2 (68.4)                        | 19.3 (66.7)                        | 13.3 (55.9)                        | 14.1 (57.4)                        | 10.8 (51.4)                        | 9.2 (48.6)                         |
| 平均降雨量 mm（）                  | 248.1 (9.77)                       | 203.9 (8.03)                       | 154.0 (6.06)                       | 149.0 (5.87)                       | 249.3 (9.81)                       | 287.4 (11.31)                      | 231.2 (9.10)                       | 287.9 (11.33)                      | 384.2 (15.13)                      | 305.6 (12.03)                      | 267.0 (10.51)                      | 212.2 (8.35)                       | 2,979.8 (117.3)                    |
| 平均降雨天数（≥ 0.1 mm）           | 22.2                               | 19.0                               | 16.7                               | 15.1                               | 15.7                               | 15.3                               | 14.2                               | 16.6                               | 19.5                               | 19.6                               | 20.5                               | 21.0                               | 215.4                              |
| 平均相對濕度（％）                 | 86.3                               | 88.3                               | 88.6                               | 90.2                               | 90.3                               | 92.1                               | 91.0                               | 90.8                               | 90.3                               | 87.3                               | 86.6                               | 84.9                               | 88.9                               |
| 月均日照時數                       | 80.8                               | 78.8                               | 106.0                              | 113.0                              | 136.5                              | 140.8                              | 196.2                              | 171.6                              | 143.7                              | 134.1                              | 94.7                               | 77.6                               | 1,473.8                            |
| 来源：中央氣象局                   |                                    |                                    |                                    |                                    |                                    |                                    |                                    |                                    |                                    |                                    |                                    |                                    |                                    |

## 族群

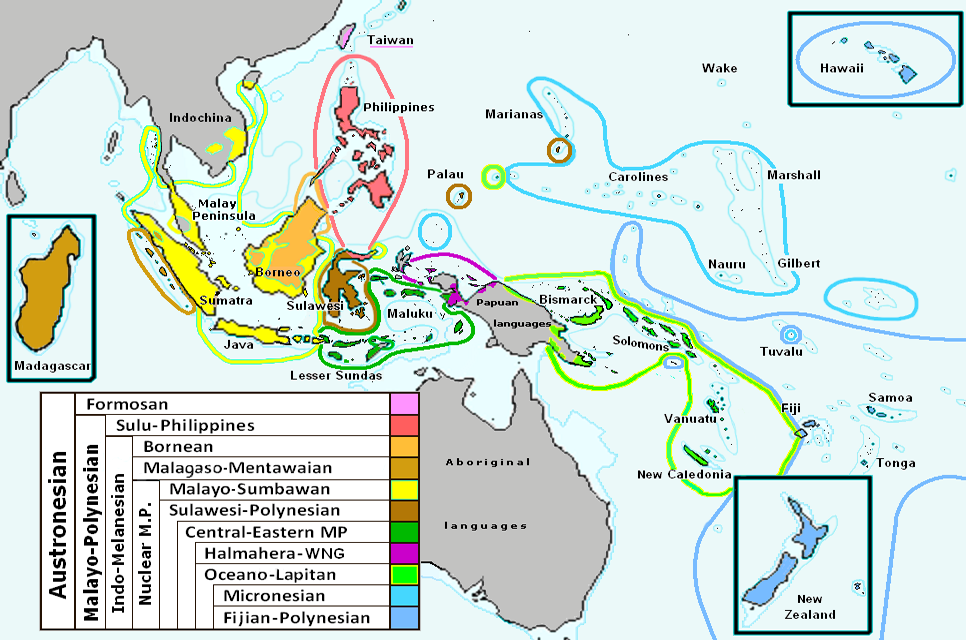
臺灣被視為廣泛分布的南島語族和南島語系的主要源頭之一。

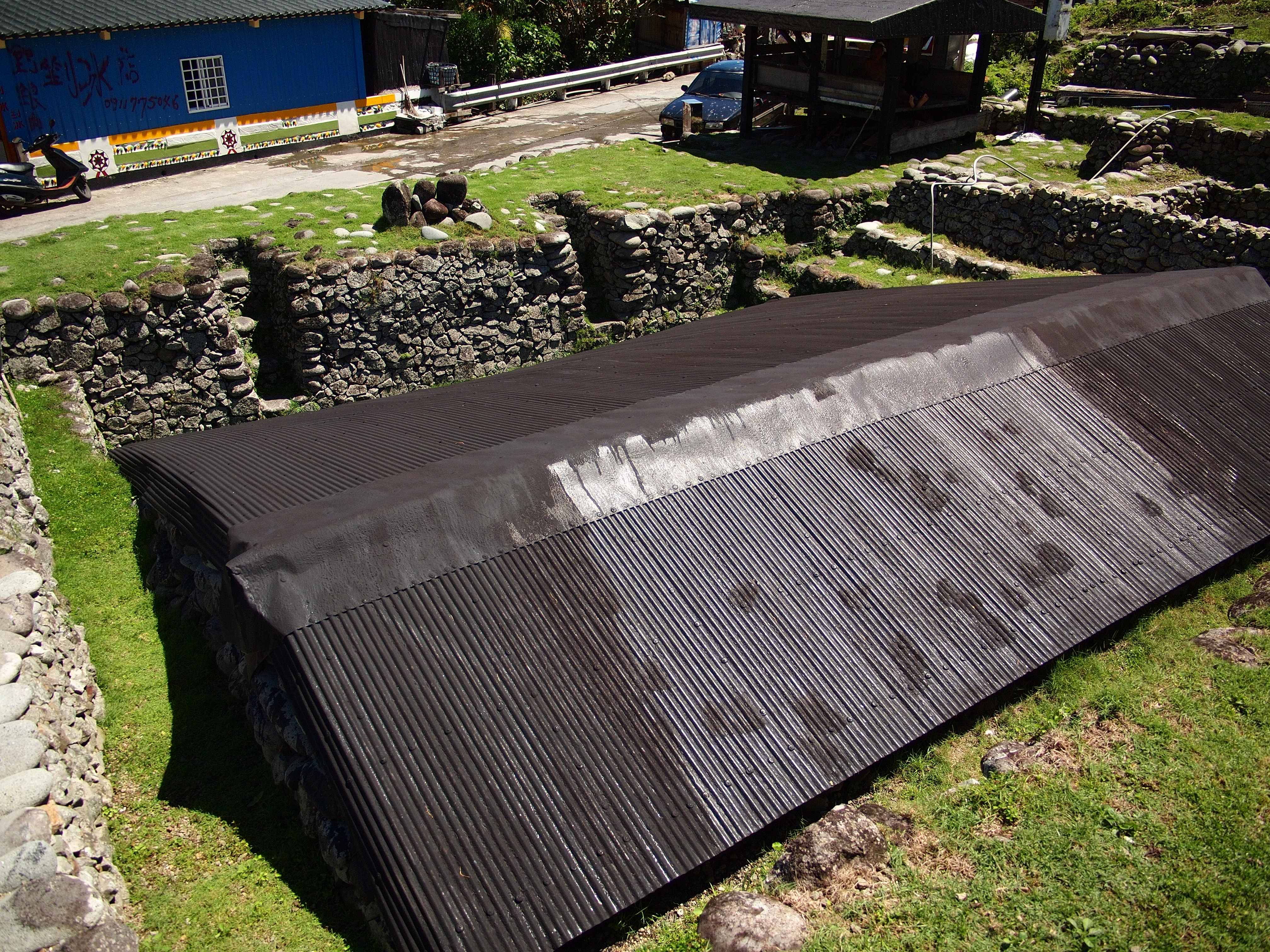
達悟族的傳統房屋。

根據考古與語言學的理論，認為南島語族的擴散是由臺灣經蘭嶼、巴丹島，到達菲律賓，再由東南亞島嶼遷往大洋洲。達悟族（雅美族）人雖然在語言與文化上與巴丹島人相似，但在遺傳上，達悟族人卻更相近於臺灣原住民。
日治時期，蘭嶼被稱做「紅頭嶼社」，下轄7個小字。歷經戰後整併，現有4個行政村，六個部落：
| 達悟語                  | 中文現名           | 日語片假名（日治時期） | 備考                       |
| ----------------------- | ------------------ | ---------------------- | -------------------------- |
| Jiayo / Yayo            | 椰油               | ヤユー                 |                            |
| Jiraralay / Iraraley    | 朗島（伊拉拉來）   | イララライ             |                            |
| Jiranmilek / Iranmeylek | 東清（伊然枚樂可） | イラヌミリク           |                            |
| Jivalino / Ivalino      | 野銀（伊伐里怒）   | イワギヌ               | 非行政村，valino原指馬鞍藤 |
| Jimowrod / Imowzod      | 紅頭（伊莫潤）     | イマウルツル           |                            |
| Jiratay / Iratey        | 漁人（伊拉代）     | イラタイ               | 1946 年併入紅頭村          |
| Iwatas / Ivatas         | 伊瓦達斯           | イワタス               | 1940 年併入椰油村          |

日本學者移川子之藏於19世紀考據，蘭嶼和巴丹兩邊居民的禮儀、穿著、藤帽、髮型等特徵，及主食、烹飪方法與民俗語彙，都極相似，研判屬同一族群。美國人類學者Dezso Benedek更從兩地墓葬都採「甕棺葬」，認為兩地應有共同起源，只因後來蘭嶼與巴丹被劃為兩個國家而被迫分隔。蘭嶼第一位博士生、國立臺灣師範大學地理所博士生董恩慈說16世紀以來，巴丹群島歷經西班牙、美國、菲律賓治理，西化程度較高，蘭嶼則相對位處台灣外海邊陲，保留較多傳統文化。
蘭嶼人口現約有5157人，居民多為原住民達悟族，約4303人（佔83.4%）。原住民由巴丹島移民至此有數百年的歷史，今日兩方語言仍能溝通，時有交流活動。島上原住民製作拼板舟，並在春夏季節出海捕飛魚，亦稱為“飛魚季”。有“飛魚的故鄉”之稱。

## 生態
島上生物數量分佈約有以下幾類：動物的部分，哺乳類約有9種、爬蟲類約有17種、兩生類有3種、鳥類約有101種、昆蟲的種類超過400種；植物的部分，維管束植物約有800種，其中稀有植物占121種。
以下列出較具代表性的物種:

### 動物
| 鳥類 - 魚鷹 - 紫綬帶 - 灰面鷲 - 東方澤鵟 - 蘭嶼角鴞 哺乳類 - 台灣狐蝠 - 瓶鼻海豚 | 爬蟲類 - 玳瑁 - 革龜 - 綠蠵龜 - 欖蠵龜 - 岩岸島蜥 - 庫氏真稜蜥 - 梭德氏草蜥 - 菊池氏壁虎 - 雅美鱗趾虎 - 黑唇青斑海蛇 | 魚類 - 鱸鰻 - 黑鰭飛魚 - 白鰭飛魚 - 斑鰭飛魚 - 蘭嶼吻鰕虎 | 昆蟲類 - 珠光裳鳳蝶 - 蘭嶼姬兜 - 蘭嶼熊蟬 - 蘭嶼大葉螽 - 蘭嶼筒胸竹節蟲 - 擬硬象天牛 - 蘭嶼縱紋長角天牛 - 白點球背象鼻蟲 - 條紋球背象鼻蟲 - 斷紋球背象鼻蟲 - 大圓斑球背象鼻蟲 - 小圓斑球背象鼻蟲 | 無脊椎動物 - 椰子蟹 - 長硨磲蛤 - 蘭嶼澤蟹 - 蘭嶼蝸牛 - 蘭嶼球蝸牛 - 蘭嶼小山蝸牛 - 蘭嶼光澤蝸牛 - 蘭嶼東洋蝸牛 - 蘭嶼細煙管蝸牛 |

### 植物
以蘭嶼命名
| - 蘭嶼芋 - 蘭嶼柿 - 蘭嶼海桐 - 蘭嶼胡桐 - 蘭嶼樹杞 - 蘭嶼樹蘭 - 蘭嶼月橘 - 蘭嶼肉桂 - 蘭嶼椌木 - 蘭嶼福木 | - 蘭嶼風藤 - 蘭嶼魚藤 - 蘭嶼粉藤 - 蘭嶼血藤 - 蘭嶼省藤 - 蘭嶼鐵莧 - 蘭嶼芭蕉 - 蘭嶼木藍 - 蘭嶼山柑 - 蘭嶼山欖 | - 蘭嶼赤楠 - 蘭嶼裸實 - 蘭嶼括樓 - 蘭嶼蘋婆 - 蘭嶼竹芋 - 蘭嶼花椒 - 蘭嶼椒草 - 蘭嶼絡石 - 蘭嶼田薯 - 蘭嶼羅漢松 | - 蘭嶼千金藤 - 蘭嶼念珠藤 - 蘭嶼九節木 - 蘭嶼擬樫木 - 蘭嶼脈葉蘭 - 蘭嶼斑葉蘭 - 蘭嶼袋唇蘭 - 蘭嶼法氏薑 - 蘭嶼土沉香 - 蘭嶼土防己 | - 蘭嶼馬蹄花 - 蘭嶼山桂花 - 蘭嶼野櫻花 - 蘭嶼麵包樹 - 蘭嶼筆筒樹 - 蘭嶼厚殼樹 - 蘭嶼紅厚殼 - 蘭嶼紫金牛 - 蘭嶼牛皮消 - 蘭嶼牛栓藤 | - 蘭嶼秋海棠 - 蘭嶼木薑子 - 蘭嶼懸鉤子 - 蘭嶼姑婆芋 - 蘭嶼水絲麻 - 蘭嶼百脈根 - 蘭嶼山檳榔 - 蘭嶼八角金盤 - 蘭嶼大葉毛蕨 - 蘭嶼小鞘蕊花 | - 蘭嶼吊石苣苔 - 蘭嶼新木薑子 - 蘭嶼銹葉灰木 - 蘭嶼野牡丹藤 - 蘭嶼觀音座蓮 - 蘭嶼榿葉懸鉤子 以紅頭嶼命名 - 紅頭薹 - 紅頭李欖 - 紅頭鐵莧 - 紅頭咬人狗 |

## 交通

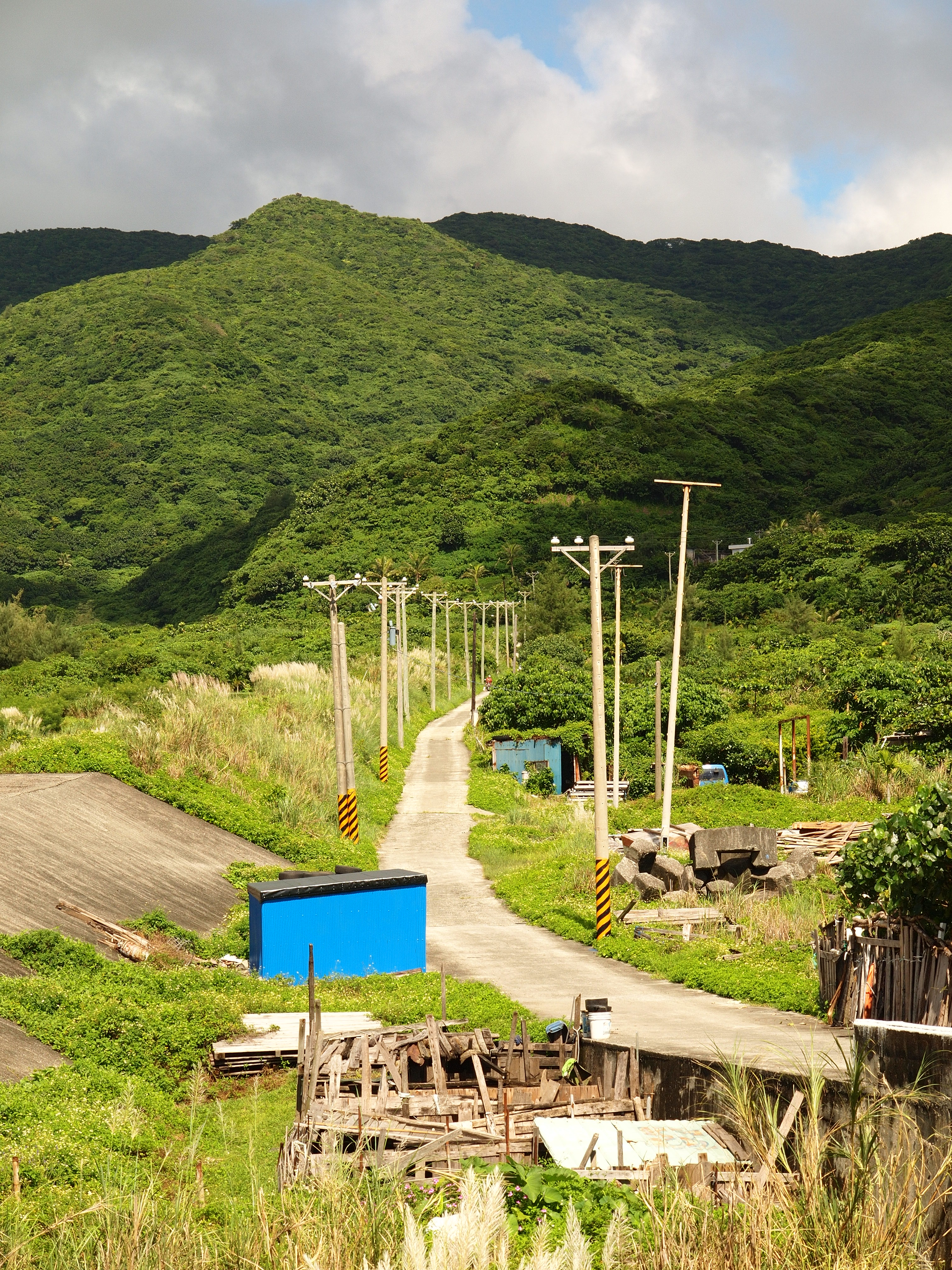
穿梭於蘭嶼島上的公路大多為剛性鋪面，少有柏油路面。

### 海運
海運分為運客和運貨。
運客的部分，每年三月中旬至十月中旬為旺季，其餘東北季風強盛的冬天為淡季。旺季每日均有上午與下午兩航次定期船班，分別從台東富岡與墾丁後壁湖出發往返蘭嶼。淡季墾丁後壁湖航班不行駛，台東富岡航班每週兩天早上下午來回一航次。而自從2013年冬季起，蘭嶼鄉公所補助台東富岡漁港航班於淡季亦固定行駛，自此全年均有固定船班行駛於台東蘭嶼間，唯因天候或颱風等因素，每日開航狀況仍以船公司訊息為主。連假期間如元旦、春節等，視情況加開班次。目前共有兩家船公司營運蘭嶼航線。
不定期的渡輪海運航線分別往來墾丁、蘭嶼、臺東、綠島，多為旅行團包船並開放餘票供一般民眾搭乘，預訂乘客滿80人即開船。
運貨的部分，巨龍航運股份有限公司所有之「巨龍」貨輪、「龍春」貨輪，每週定期行駛兩次（同船經營每週台東-綠島、台東-蘭嶼各往返兩次）及新發航運所有之「大發壹號」貨輪，每週不定期行駛，主要承攬貨物與車輛運送。

### 空運
目前僅蘭嶼機場與臺東機場間設有每日定期航線。4月至10月每週一、五、六、日，台東-蘭嶼每日往返計16班，每週二、三、四，台東-蘭嶼每日往返計14班。11月至3月台東-蘭嶼每日往返12航班。營運者為德安航空，使用19人座DHC-6型飛機。蘭嶼機場的起降標準是能見度5000公尺或雲幂高1500呎。座位少，班次亦少，旺季時班班客滿，不易買到機票。

### 公路
蘭嶼鄉公所經營之大型客車，每日行駛島內兩班次。絕大部分登島旅客以租用島上汽機車或腳踏車為主，亦常見旅客自行攜帶腳踏車搭船前往。

## 景點
- 大天池
- 小天池
- 八代灣
- 東清灣
- 饅頭岩
- 紅頭岩
- 軍艦岩
- 鱷魚岩
- 五孔洞
- 氣象站
- 青青草原
- 東清祕境
- 野銀舊部落
- 位於野銀部落海岸未命名的冷泉。[25]
- 紅頭溪瀑布（一層瀑布、兩層瀑布、三層瀑布）

## 爭議
因「台東縣離島第四期104-107年離島綜合建設實施方案期末報告書修正法」，而有了蘭嶼特定區開發計畫。蘭嶼特定區計畫草案內容包括環島公路拓寬、新舊港合併工程、傳統屋修繕等多種建設，但並未有「劃定區域」，此外中央主管單位並未編列預算、經費施行進度為停滯狀態，目前台東縣政府雖有持續與當地居民溝通，但計畫一直更改且未達成共識。若推動次此一建設，將會造成蘭嶼居民及外來客間文化衝突，大量外來客的湧入將造成環境衝擊與資源消耗、消費模式改變，而在開發之時也未與當地居民做良好溝通。
- 蘭嶼因原住民基本法的相關子法未健全，未有效落實原基法對後續相關法律的建立，固原住民權益難以保障，導致居民對土地審查委員會不信任（開會時民眾無法提供想法，雙方各說各話），有溝通仍然無法達成共識。
- 開發前要了解當地文化，就現有設施進行規劃，不在占用更多資源。

- 當蘭嶼遇上特定區計畫：掃地出門或敞開雙臂？[26]

## 研究文獻來源
蘭嶼從荷蘭在台灣時期、清朝時期、日治時期、中華民國在台時期都有許多相關的研究及其著作。
網路資料
- 中央研究院-台史所檔案館 （页面存档备份，存于）
- 台灣原住民族研究學會 （页面存档备份，存于）
- 蘭嶼媒體與文化數位典藏 （页面存档备份，存于）
- 國立台灣史前文化博物館 （页面存档备份，存于）
- 政府研究資訊系統 （页面存档备份，存于）
- 海外博物館-台灣民族學藏品資料 （页面存档备份，存于）
- 原住民科學教育計畫資源網 （页面存档备份，存于）
- 台灣原住民族歷史語言文化大辭典 （页面存档备份，存于）

地理資訊
- 台灣地質知識服務網 （页面存档备份，存于）
- 經濟部中央地質調查所 （页面存档备份，存于）

發現天生科學家-原住民族文化科學學習實踐與發展十年計畫
- 飛鼠部落 （页面存档备份，存于）

原住民委員會
- 原住民文獻 （页面存档备份，存于）

數位典藏
- 阿美族、雅美族口語傳說採錄翻譯資料 （页面存档备份，存于）

論文、期刊
- 碩博士論文網 （页面存档备份，存于）
- 華藝線上圖書館 （页面存档备份，存于）

## 延伸閱讀
- 蘭嶼與巴丹島的故事

## 外部連結
- 蘭嶼鄉公所